# Мачиз, Анна Семёновна
Анна Семёновна Мачиз (18 декабря 1910, Минск, Российская империя — 28 августа 1988, Минск, Белорусская ССР) — белорусский юрист, автор мемуаров о Минском гетто.

## Биография
Анна Мачиз родилась 18 декабря 1910 года в семье железнодорожного служащего. Её мать была домохозяйкой. У Анны был родной брат Савелий.
Отец умер в 1932 году. После окончания средней школы в течение года с 1 июля 1927 по 28 августа 1928 Анна работала в прокуратуре Бобруйского округа техническим сотрудником. С 1928 по 1931 годы она училась в Минском юридическом институте и затем работала следователем прокуратуры Мозырского района, а затем в Ленинграде.
В 1933 году она вернулась в Минск, где работала следователем уголовного розыска НКВД БССР до начала Великой Отечественной войны. В 1936 году за борьбу с преступностью награждена именными часами.
Когда началась война, Анна Мачиз уже занимала должность следователя по важнейшим делам.
В 1941 году вместе с матерью оказалась на оккупированной немцами территории и была отправлена в минское гетто. Была одним из участников антифашистского подполья в гетто. Весной 1943 года после смерти матери ушла из гетто в партизаны. С 4 апреля служила в партизанском отряде № 106, отряде имени 25 летия ВЛКСМ и штабе бригады имени Жукова. Закончила войну в должности заместителя начальника особого отдела партизанской бригады.
После освобождения Минска с 1 августа 1944 года вернулась к работе следователя по важнейшим делам, от которой была освобождена 27 сентября 1945 года по состоянию здоровья. Ей был присвоен классный чин советник юстиции.
С октября 1945 года Анна Мачиз работала до пенсии в отделе писем газеты «Зорька», юристом на Минском станкостроительном заводе имени Кирова, в Белторгснабе.
Анна Мачиз умерла в Минске 28 августа 1988 года.

## Мемуары
Свои воспоминания о событиях, происходивших в Минском гетто, Анна записывала в декабре 1943 года в партизанском отряде. Историк Эммануил Иоффе отмечает, что эти записи — первая история гетто и подполья в нём. Иоффе также утверждает, что в основе «Истории Минского гетто», вошедшей в «Чёрную книгу» Василия Гроссмана и Ильи Эренбурга, лежат именно записи Анны Мачиз.
Полностью сборник её воспоминаний был издан в 2011 году с приложением нескольких статей белорусских историков и документов, касающихся существования Минского гетто. Книга была презентована в Исторической мастерской под руководством историка Кузьмы Козака 10 ноября 2011 года.